# Chiesa arcipretale di Santiago
La chiesa arcipretale di Santiago (Iglesia Arciprestal de Santiago), dedicata a Giacomo il Maggiore, è una chiesa situata a Villena, in provincia di Alicante, in Spagna.

## Storia
Cominciò a essere edificata nel XIV secolo in stile gotico valenzano, ma il suo aspetto attuale risale al XVI secolo. È la chiesa più importante di Villena, e uno dei complessi gotico-rinascimentali più importanti della Comunità Valenzana, dato che diede forma all'archetipo di una scuola architettonica che incontrò un'ampia risonanza regionale.

## Struttura
La sua pianta di tre navate e le sue colonne, simili a quelle della Lonja de la Seda di Valencia, si possono considerare tipiche del gotico valenzano. La sua disposizione interna è simile a quella di Santa Maria de la Seu de Manresa, alla quale probabilmente si ispirò il suo autore.